# Молзіно
Мо́лзіно (рос. Молзино) — присілок у складі Богородського міського округу Московської області, Росія.

## Населення
Населення — 1442 особи (2010; 1464 у 2002).
Національний склад (станом на 2002 рік):
- росіяни — 95 %